# Damernas tvåa utan styrman i rodd vid olympiska sommarspelen 2020
Damernas tvåa utan styrman i rodd vid olympiska sommarspelen 2020 avgjordes mellan den 24–29 juli 2021 i Tokyo.

## Program
Alla tiderna är UTC+9.
| Datum                 | Tid   | Omgång        |
| --------------------- | ----- | ------------- |
| Lördag, 24 juli 2021  | 9:20  | Försöksheat   |
| Söndag, 25 juli 2021  | 9:50  | Återkval      |
| Onsdag, 28 juli 2021  | 12:20 | Semifinal A/B |
| Torsdag, 29 juli 2021 | 8:40  | B-final       |
| Torsdag, 29 juli 2021 | 9:30  | A-final       |

## Resultat

### Försöksheat
De tre första i varje försöksheat gick vidare till semifinal medan övriga gick till återkvalet.

#### Heat 1
| Placering | Bana | Roddare                          | Land     | Tid     | Noteringar |
| --------- | ---- | -------------------------------- | -------- | ------- | ---------- |
| 1         | 4    | Caileigh Filmer Hillary Janssens | Kanada   | 7.18,34 | 0Q0        |
| 2         | 2    | Adriana Ailincăi Iuliana Buhuș   | Rumänien | 7.20,36 | 0Q0        |
| 3         | 3    | Kiri Tontodonati Aisha Rocek     | Italien  | 7.22,79 | 0Q0        |
| 4         | 1    | Megan Kalmoe Tracy Eisser        | USA      | 7.26,95 | Återkval   |
| 5         | 5    | Maria Kyridou Christina Bourmpou | Grekland | 7.33,94 | Återkval   |

#### Heat 2
| Placering | Bana | Roddare                                | Land           | Tid     | Noteringar |
| --------- | ---- | -------------------------------------- | -------------- | ------- | ---------- |
| 1         | 3    | Jessica Morrison Annabelle McIntyre    | Australien     | 7.21,75 | 0Q0        |
| 2         | 1    | Vasilisa Stepanova Jelena Orjabinskaja | ROC            | 7.23,39 | 0Q0        |
| 3         | 2    | Helen Glover Polly Swann               | Storbritannien | 7.23,98 | 0Q0        |
| 4         | 4    | Huang Kaifeng Liu Jinchao              | Kina           | 7.45,55 | Återkval   |

#### Heat 3
| Placering | Bana | Roddare                            | Land        | Tid     | Noteringar |
| --------- | ---- | ---------------------------------- | ----------- | ------- | ---------- |
| 1         | 2    | Grace Prendergast Kerri Gowler     | Nya Zeeland | 7.19,08 | 0Q0        |
| 2         | 3    | Hedvig Rasmussen Fie Udby Erichsen | Danmark     | 7.22,86 | 0Q0        |
| 3         | 1    | Aina Cid Virginia Díaz Rivas       | Spanien     | 7.23,14 | 0Q0        |
| 4         | 4    | Aileen Crowley Monika Dukarska     | Irland      | 7.24,71 | Återkval   |

### Återkval
De tre första i återkvalet gick vidare till semifinal medan fyran blev utslagen.
| Placering | Bana | Roddare                          | Land     | Tid     | Noteringar |
| --------- | ---- | -------------------------------- | -------- | ------- | ---------- |
| 1         | 4    | Maria Kyridou Christina Bourmpou | Grekland | 7.28,00 | 0Q0        |
| 2         | 1    | Megan Kalmoe Tracy Eisser        | USA      | 7.29,87 | 0Q0        |
| 3         | 2    | Aileen Crowley Monika Dukarska   | Irland   | 7.31,99 | 0Q0        |
| 4         | 3    | Huang Kaifeng Liu Jinchao        | Kina     | 7.45,17 |            |

### Semifinaler

#### Semifinal A/B 1
| Placering | Bana | Roddare                             | Land           | Tid          | Noteringar |
| --------- | ---- | ----------------------------------- | -------------- | ------------ | ---------- |
| 1         | 6    | Maria Kyridou Christina Bourmpou    | Grekland       | 6.48,70 0VR0 | A-final    |
| 2         | 2    | Helen Glover Polly Swann            | Storbritannien | 6.49,39      | A-final    |
| 3         | 3    | Caileigh Filmer Hillary Janssens    | Kanada         | 6.49,46      | A-final    |
| 4         | 4    | Jessica Morrison Annabelle McIntyre | Australien     | 6.49,82      | B-final    |
| 5         | 1    | Aileen Crowley Monika Dukarska      | Irland         | 7.06,07      | B-final    |
| 6         | 5    | Hedvig Rasmussen Fie Udby Erichsen  | Danmark        | 7.08,44      | B-final    |

#### Semifinal A/B 2
| Placering | Bana | Roddare                                | Land        | Tid          | Noteringar |
| --------- | ---- | -------------------------------------- | ----------- | ------------ | ---------- |
| 1         | 4    | Grace Prendergast Kerri Gowler         | Nya Zeeland | 6.47,41 0VR0 | A-final    |
| 2         | 5    | Vasilisa Stepanova Jelena Orjabinskaja | ROC         | 6.50,24      | A-final    |
| 3         | 6    | Aina Cid Virginia Díaz Rivas           | Spanien     | 6.50,63      | A-final    |
| 4         | 3    | Adriana Ailincăi Iuliana Buhuș         | Rumänien    | 6.58,55      | B-final    |
| 5         | 1    | Megan Kalmoe Tracy Eisser              | USA         | 7.02,52      | B-final    |
| 6         | 2    | Kiri Tontodonati Aisha Rocek           | Italien     | 7.04,52      | B-final    |

### Finaler

#### B-final
| Placering | Bana | Roddare                             | Land       | Tid     | Noteringar |
| --------- | ---- | ----------------------------------- | ---------- | ------- | ---------- |
| 7         | 3    | Jessica Morrison Annabelle McIntyre | Australien | 6.56,46 |            |
| 8         | 6    | Hedvig Rasmussen Fie Udby Erichsen  | Danmark    | 6.59,48 |            |
| 9         | 4    | Adriana Ailincăi Iuliana Buhuș      | Rumänien   | 7.01,02 |            |
| 10        | 2    | Megan Kalmoe Tracy Eisser           | USA        | 7.02,16 |            |
| 11        | 5    | Aileen Crowley Monika Dukarska      | Irland     | 7.02,22 |            |
| 12        | 1    | Kiri Tontodonati Aisha Rocek        | Italien    | 7.04,46 |            |

#### A-final
| Placering | Bana | Roddare                                | Land           | Tid     | Noteringar |
| --------- | ---- | -------------------------------------- | -------------- | ------- | ---------- |
| 1         | 4    | Grace Prendergast Kerri Gowler         | Nya Zeeland    | 6.50,19 |            |
| 2         | 5    | Vasilisa Stepanova Jelena Orjabinskaja | ROC            | 6.51,45 |            |
| 3         | 1    | Caileigh Filmer Hillary Janssens       | Kanada         | 6.52,10 |            |
| 4         | 2    | Helen Glover Polly Swann               | Storbritannien | 6.54,96 |            |
| 5         | 3    | Maria Kyridou Christina Bourmpou       | Grekland       | 6.57,11 |            |
| 6         | 6    | Aina Cid Virginia Díaz Rivas           | Spanien        | 7.00,05 |            |